# Заимствования в праславянском языке
Большая часть словарного фонда праславянского языка унаследована им от праиндоевропейского или представляет собой собственно славянские новообразования. Однако длительное соседство с неславянскими народами наложило свой отпечаток на словарь праславянского языка. Выявленные заимствования дают представление о языковых контактах праславянского языка и тем самым об истории древних славян.

## Славяно-иранские контакты
Изучение иранизмов в праславянском языке началось по существу лишь в 1960-е годы, ещё в 1934 А. Мейе отмечал, что «можно было бы ожидать в славянских языках заимствований из иранских языков, однако мы их почти не находим».
Ф. Славский датирует славяно-иранские контакты II—I тысячелетиями до н. э.
В статье, впервые опубликованной в 1915 г., Ян Розвадовский полагает, что единственным словом, которое почти наверняка можно считать иранизмом, является праслав. *toporъ.
Обычно иранскими заимствованиями считают следующие лексемы:
- *bogъ «бог», «доля» < ир., ср. авест. baγa, др.-перс. baga- «бог», др.-инд. bhága «доля». Согласно альтернативной точке зрения, это исконная лексема[4][5], однако иранское влияние на семантическое развитие («бог»-«доля») не вызывает сомнений почти ни у кого. В пользу заимствования говорят данные акцентологии[6] (в исконном слове ожидалась бы акцентная парадигма d, а не c[7]), а также тот факт, что корень не испытал на себе действие закона Винтера[8][9] (если бы лексема была исконной, она звучала бы как **bagъ[10]);
- *gun’a «гуня, вид одежды» < др.-ир. gaunyā- «цветная». Однако, согласно ЭССЯ, слово не имеет ясной этимологии[11];
- *gъpanъ «господин» (пол. pan) < др.-ир. *gu-pāna «пастух»[12]. Х. Шустер-Шевц считает слово вариантом слав. *županъ и поэтому, как и М. Фасмер[13], настаивает на его исконности и неотделимости от слав. *župa «территория общины»[14]. По мнению А. Алеманя, слово заимствовано славянами у аваров, которые принесли его из Центральной Азии, где он был иранской полукалькой кит. упр. 州牧, пиньинь zhou mu «региональный правитель»[15].
- *xalǫga «ограда» < скиф. *χalanga < др.-греч. φάλαγγ-[16];
- *xata «хата» < др.-ир. *kata- «комната, кладовая, погреб», пассивное причастие прошедшего времени от *kan- «копать»[17][18];
- *xatarъčь < др.-ир. *xata-ruča- «землянка с окошком»[19];
- *xorna «пища» < ир. (ср. авест. χvarəna «еда, питьё»)[20];
- *xъrvatъ «хорват» < др.-ир. *(fšu-)haurvatā- «страж скота» либо из др.-ир. *harvat- «женский, изобилующий женщинами»[21];
- *kotъ «загон» < ир. kata- «(подземное) помещение»[22];
- *jьrь/*jьrьjь «водоём, ирий» < ир. *airyā- (dahyu-) «арийская страна». ЭССЯ отрицает иранскую этимологию, настаивая на родстве с лит. jūra[23];
- *patriti «смотреть» (пол. patrzeć) < ир. *pātray — (ср. авест. pāθrāy «защищать»)[24];
- *radi «ради» < др.-перс. rādiy «ради» (решительно против Трубачёв[25]);
- *rajь «рай» < др.-ир. rāy- «богатство, счастье». О. Н. Трубачёв полагает исконно-славянское происхождение (в значении «место за рекой») и родство с *jьrьjь[26] — см. выше;
- *širъ/*širokъ «широкий» < ср.-ир. *(k)šīra- «(широкая) страна»[27];
- *toporъ «топор» < др.-ир. *tapara- «топор», оспаривается[~ 1];
- *vatra «огонь» (отсюда рус. ватрушка) < авест. ātar- «огонь». Согласно альтернативным версиям, заимствовано из албанского или дакийского[28].

Как суммирует О. Н. Трубачёв, традиционно постулируемые иранизмы «представлены, с одной стороны, небольшой группой „культурных терминов“ (слав. *kotъ ‘загон, небольшой хлев’, čьrtogъ, gun’a, kordъ, *korgujь, toporъ), с другой стороны — стоя́щим особняком названием божества bogъ».
Кроме того, к иранизмам иногда относят лексемы *aščerъ «ящер», *čaša «чаша», *xoměstorъ «хомяк», *mogyla «могила», *ravьnъ «равный», *rota «клятва», *sъto «сто», *sobaka «собака», *vina «вина», *svьrkъ/*smьrkъ «хвойное дерево», *svinъ «свинец».
В. Блажек выделяет в праславянском 40 иранизмов:
- Древнейший слой (*čьstь, *gunja, *kajati sę, *xromъ и др.) демонстрирует близость фонетических черт с языком Авесты (*θr- → *tr-, *hr- → *xr-) и может датироваться около 1200 года до н. э.
- Более поздний слой напоминает хотаносакский язык (*θr- → *r-), включает эксклюзивные согдийские параллели (*kъ, *sirъ, композит *pro-dati) и связывается со скифской эпохой.
- Слова, близкие к осетинскому языку (*gornъ, *xata, *kobyla, *sin’ь, *ščenę), были заимствованы из сармато-аланского языка.
- Самая поздняя группа иранизмов (*toporъ, *tulъ) попала в славянские накануне разделения из Персии, возможно через армянское торговое посредство.

## Славяно-кельтские контакты
Начались после заселения кельтами Силезии (рубеж IV и III веков до н. э.) и верховьев Вислы (II век до н. э.) и продолжались до начала нашей эры.
Сложность изучения славяно-кельтских контактов состоит в том, что до нас не дошли записи восточно-кельтских языков и мы вынуждены опираться только на данные западно-кельтских языков.
Так, например, С. Б. Бернштейн относит к кельтизмам слова *sluga, *braga, *l’utъ, *gun’a и těsto.
В. В. Мартынов причисляет к кельтским заимствованиям лексемы *bagno, *br’uxo, *jama, *klětь, *korsta, *sadlo, *sěta, *tragъ.
- *korva «корова» < др.-кельт. caravos «олень» (от праиндоевропейского *k’er- «рог»). Исконным славянским словом, восходящим к тому же корню, является *sьrna[35] «косуля», > рус. серна.

В. Блажек и Я. Гвозданович выделяют 20 кельто-славянских параллелей, отражающих, по их мнению, кельтское влияние на славянскую лексику. Контактной зоной могли быть Карпаты и Южный Буг. Не все из кельтских праформ подкреплены и континентальными, и островными примерами, равно как и среди славянских корней не все имеют продолжение во всех трёх группах.
- *ortajь; балт. *artājas «пахарь» < artaios «Меркурий-пахарь» (?)
- *borgъ «навес» < *bargā «хижина»
- *komonjь «конь» < *kammanios «верховая езда»
- *kladivo «молот» < *kladiu̯os «меч»
- *klětь «клеть» < *klētā «плетень, крыша»
- *krovъ «крыша» < *krā̆(φ)os «сарай»
- *kerd-su- «ремень» < *kr̥d-su- «то же»
- ст.‑слав. kъkъnja «голень» < *kuk-un-(ko-) «сустав»
- *kъrma «корм (для скота)» < *kurmi «ячменное пиво»
- *mečьka «медведь» < *meki-kā- < *meki̯ā, *meki «пчела»
- *brěča «брага» < *braki- «ячменное (пиво)»
- *rota «присяга» < *rat- «залог»
- *sъtъ, *sъtь «соты» < *sati- «рой пчёл»
- *pro-sin-ьcь «декабрь или январь» < *sīnā «непогода»
- *sluga «слуга» < *slougos «войско, отряд; конюх»
- *svekry «свекровь» < *su̯ekrū- «то же»
- *těsto «тесто» < *taisto- «то же». По другой версии — из неизвестного индоевропейского субстратного языка[37].
- *tatь «вор» < *tāti- «то же»
- *tromъ «тяжёлый» < *trummo- «то же»
- *veret[ě]ja «веретье» < *u̯ereto- «почва», *u̯erti̯ā «холм»

Б. М. Проспер отмечает, что, в силу фонетических трудностей, ни одно из предложенных кельто-славянских заимствований не получило всеобщего признания среди лингвистов.

## Славяно-германские контакты

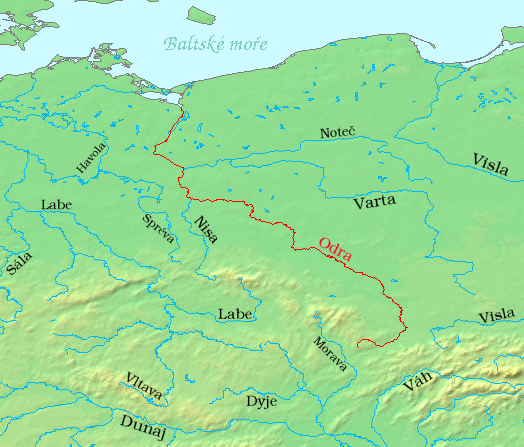
Одра

Контактировали ли праславяне непосредственно с прагерманцами, является спорным вопросом. Период взаимодействия праславян с прагерманцами В. В. Мартынов, придерживавшийся автохтонной (Висло-Одерской) гипотезы славянской прародины, датирует V—III вв. до н. э. и локализует это взаимодействие в бассейне Одры. Напротив, С. Пронк-Титхофф, автохтонную гипотезу критикующая, полагает, что раньше эпохи миграции готов славяне не могли оказаться в контакте с германцами, и выделение заимствований в праславянский из прагерманского не имеет под собой оснований.
С готами славяне контактировали с середины III века, после миграции готов, по IV век, когда их государство распалось. Взаимодействие с западногерманскими племенами связано с миграциями славян в Центральную Европу и продолжалось вплоть до распада праславянского языка.
Германские заимствования относятся преимущественно к сферам политики (цесарь, король, князь, витязь, крамола), военного дела (полк, броня, шлем, вал, воевода — калька с др.-в.-нем. heri-zogo). Заимствован ряд терминов, связанных с торговлей: названия монет (стлязь, пенязь, цята), мыто, глагол купить, слово скот (первоначальное значение «деньги, богатство»). Названия предметов обихода (котёл, блюдо, доска в первоначальном значении «стол», миска), домашних животных и растений (осёл, лук, персик, редька), которые в самих германских языках в основном латинского происхождения, говорят о том, что тип культуры, называемый «провинциально-римским» (именно к такому типу относится пражская культура) был воспринят славянами через германское посредство.
Очевидно, через германцев славяне впервые познакомились с христианством, отсюда такие слова как церковь, крест(ить), поп, поганый «язычник», пост (воздержание), милосердный (калька с гот. armahairts или др.-в.-нем. armherz (возможна также калька с лат. misericordia)).
В «Этимологическом словаре славянских языков» отвергнут ряд старых германских этимологий (*čędo «ребёнок», *duma «дума», *grędeľь «дышло плуга», *glazъ «скала», *xula «хула», *korpъ «карп», *mora «призрак»).
Некоторые германизмы иногда рассматриваются как праславянские, но в связи с тем, что они фиксируются только в одной ветви славянских языков, их можно считать поздними: *bordy «боевой топор», *smoky «смоковница», *škoda «ущерб», *želsti «возмещать, компенсировать».
Германизмам в праславянском посвящены следующие монографии и статьи: «Старите германски елементи в славянските езици» (1908) С. Младенова, «Slavisch-germanische Lehnwortkunde: eine Studie über die ältesten germanischen Lehnwörter im Slavischen in sprach- und kulturgeschichtlicher Beleuchtung» (1927) А. Стендер-Петерсена, «Die gemeinslavischen Lehnwörter aus dem Germanischen» (1934) В. Кипарского, «Славяно-германское лексическое взаимодействие древнейшей поры» (1963) В. В. Мартынова, «Germanische Lehnwörter im Urslavischen: Methodologisches zu ihrer Identifizierung» (1990) Г. Хольцера, частично «The origins of the Slavs: a linguist’s view» (1991) З. Голомба и «The Germanic loanwords in Proto-Slavic» (2013) С. Пронк-Титхофф.
В 1910 году российский славист А. И. Соболевский предпринял попытку датировки третьей палатализации, опираясь на данные германских заимствований. Он предположил, что германизмы *scьlędzь и *pěnędzь, в которых осуществился данный процесс, попали в праславянский не ранее I в. н. э. (поскольку именно к тому времени, по мнению Соболевского, германцы познакомились с римскими монетами), следовательно, это terminus a quo для данного процесса. Однако впоследствии такая хронологизация славяно-германских контактов подверглась критике.

### Из готского языка
Во II в. славяне столкнулись с готами, которые расселились в Поднепровье и на протяжении ряда столетий занимали основную часть современной Украины. Скорее всего, именно тогда в праславянский язык попало значительное количество германских заимствований.
- *bjudo (ст.‑слав. блюдо, блюдъ, рус. блюдо) < гот. biuÞs (прагерм. *beuda-)[50][51];
- *dunavь (из которого *dunajь) «Дунай» < гот. *Dōnawi < лат. Dānuvius «Дунай (в верхнем течении)»[52];
- *gobino/*gobina «обилие» < гот. gabei «изобилие»[53][54];
- *gobьdzь «обильный» < гот. gabeigs, gabigs[55][56];
- *gotoviti «готовить» < гот. gataujan «делать, осуществлять»[57];
- *gъdovabjь «шёлк» < гот. *gud(a)-wabi- «божья ткань»[58];
- *xlěbъ «хлеб» < гот. hlaifs[59]. Первоначально означало только «хлеб из кислого теста» в противовес *kruxъ «хлеб вообще»[60]. Существует предположение о балтийском происхождении лексемы *xlěbъ[61];
- *хоrǫgу «знамя» (отсюда рус. хоругвь) < герм. *hrungō «палка, посох»[62] или из языка аваров (см. ниже);
- *kotьlъ «котёл» < гот. *katils или *katilus < лат. catillus «блюдечко, тарелочка», являющееся диминутивом от catīnus «глиняная чаша, миска, блюдо, плавильный тигель»[63][64];
- *kupiti «купить» < гот. kauрōn «торговать» < лат. саuрō «лавочник, трактирщик»[65];
- *kusiti (отсюда рус. искусить) < гот. kausjan «пробовать» (< прагерм. *keusan- «испытывать, пробовать, выбирать»)[66];
- *lěčiti «лечить», *lěkъ «лекарство» < гот. lekinon < прагерм. *lēkinōn- «лечить» < пракельт. *lēgi- «врач» (согласно альтернативной этимологии, восходит к прагерм. *lekan- «течь, протекать»[67];
- *lixva «лихва, проценты, рост» < гот. leiƕаn «ссужать»[68][69];
- *lьstь «хитрость, обман» (рус. лесть) < гот. lists «хитрость»[70];
- *lьvъ «лев». Готское название льва не засвидетельствовано, однако вокализм говорит в пользу именно восточногерманского источника данного слова. Прагерм. *le(w)o- было заимствовано из лат. leō, которое, в свою очередь, пришло из др.-греч. λέων. Источником греческого слова послужили семитские языки. Существует также гипотеза об обратном характере заимствования (из праславянского в прагерманский) на основании того, что вплоть до бронзового века львы жили на Балканах и западной Украине[71][72];
- *osьlъ «осёл» < гот. asilus < лат. asellus субстратного происхождения[73];
- *pъlkъ «народ, отряд, поход» (отсюда рус. полк) < гот. *fulkus < прагерм. *fulka- «народ, люди» (нем. Volk)[74][75];
- *stьklo «стекло» < гот. stikls «кубок»[76][77];
- *userędzь «серьга» < гот. *ausihriggs или *ausahriggs «серьга», буквально «ушное кольцо»[78];
- *užasъ «ужас, изумление», *(u)žasnǫti «ужасать» < гот. usgaisjan «ужасать»[79];
- *velьblǫdъ «верблюд» (начальное *velь- вместо ожидаемого *vъlь- объясняется народной этимологией от *velьjь «большой») < гот. ulbandus «верблюд» (< лат. elephantus «слон» < др.-греч. ἐλέφας «слон»)[80];
- *vino «вино» < гот. wein «вино» < прагерм. *wīnan- «вино» < лат. vīnum «вино»[81];
- *vinogordъ «виноградник» < гот. weinagards «виноградник»[81].

### Из западногерманских языков
- *avorъ «явор» < др.-в.-нем. āhorn «клён». Существует также гипотеза о заимствовании этого слова в праславянский, латынь и германские языки из субстратного языка[82][83];
- *bъdьna/*bъdьno/*bъdьnъ «бочка» (отсюда рус. бондарь) < нж.-нем. *budinna или др.-в.-нем. butinna < лат. butina < др.-греч. πῡτίνη «оплетённая бутылка»[84][85];
- *čędo «чадо» < зап.-герм. *kinþa- «ребёнок»[57];
- *cьrky/*cěrky/*cerky/*cirky «церковь» < зап.-герм. *kirikō- < др.-греч. κυρικόν[86][87];
- *dъska «доска». Ср. зап.-герм. *diska- «стол, блюдо», где это слово — заимствование из лат. discus «диск, блюдо», а в латыни, в свою очередь, из др.-греч. δίσκος «метательный круг, диск, блюдо». Может также быть заимствованием непосредственно из латыни[88];
- *goneznǫti «спастись, избавиться», *gonoziti «спасать» < гот. ganisan «выздороветь, спастись», ganasjan «спасать, исцелять»[89][90];
- *xlěvъ «хлев» < др.-сакс. hlêu «приют, навес от ветра» < прагерм. *hlaiwa- «могила, курган»[91][92];
- *xǫdogъ «красивый, чистый, искусный» (отсюда рус. художник). Ср. прагерм. *handuga-, *handaga-[93][94];
- *xyzъ/*xyza/*xysъ/*xysa/*xyžь/*xyža/*xyšь/*xyša (ст.‑слав. хыжина, рус. хижина) < прагерм. *hūsa- «(однокомнатный) дом»[95];
- *jьstъba «изба». Ср. зап.-герм. *stubō- «теплое помещение» < вульг.-лат. *extūfa «баня». Может также быть заимствованием непосредственно из латыни[96];
- *korľь «король» < др.-в.-нем. Karal, Karl «Карл Великий»[97][98][99];
- *kormola «бунт, восстание» (отсюда рус. крамола) < др.-в.-нем. karmala «мятеж». Альтернативная этимология предполагает заимствование из тюркских языков[100][101];
- *kъbьlъ «название сосуда» < др.-в.-нем. *kubil- (нем. Kübel «чан, бадья, кадка») < лат. cupella «бочонок или чан»[102][103];
- *kъnędzь (ст.‑слав. кънѧѕь, рус. князь) < зап.-герм. *kuninga- «глава рода, вождь племени» (нем. König «король, царь, вождь»)[104][105];
- *lagy (род. п. *lagъve) «бочонок, бочка» (чеш. láhev «бутылка, банка») < др.-в.-нем. lāge(l)la «сосуд, бочонок» < лат. lagoena, lagōna «узкогорлая пузатая бутыль с ручками» < др.-греч. λάγῡνος «бутылка, флакон», этимология которого неизвестна[106][107];
- *lugъ «щёлочь» (чеш. louh «щёлочь») < зап.-герм. *laugō-[108];
- *lukъ «лук (растение)» < прагерм. *lauka- «лук»[109][110];
- *mur(in)ъ «мавр» < зап.-герм. *mōr- «мавр» < лат. maurus «мавр». Может также быть заимствованием непосредственно из латыни[111];
- *nabozězъ/*nabozězъ «сверло» < зап.-герм. *nabagaiza- «сверло», буквально «копьё втулки»[112][113];
- *nuta «крупный рогатый скот» < прагерм. *nauta-[114][115];
- *orky (род. п. *orkъve) «ящик, раковина» < прагерм. *arkō- < лат. arca[116][117];
- *ovotjь/*ovotjь «фрукт» < ср.-ниж.-нем. ovet, avet< *uba-ēta- (нем. Obst «фрукт»)[118];
- *ǫborъ(kъ) «ведро, мера зерна» < др.-в.-нем. eimbar, eimberi (нем. Eimer «ведро») < лат. amphora < др.-греч. ἀμφορεύς «амфора»[119];
- *pěnędzь/*penędzь «мелкая монета» (пол. pieniądze «деньги», чеш. peníze «деньги») < *pandinga-, *pantinga-, *panninga- (нем. Pfennig «пфенниг»)[120][121];
- *petьľa «петля» < зап.-герм. *fatila- «путы, узы»[122];
- *pila «пила, напильник» (рус. пила) < др.-сакс. fīla «напильник» (прагерм. *finh(a)lō- или *finhilō-)[123][124];
- *plugъ «плуг» < прагерм. plōga-. Собственно праславянскими названиями орудия пахоты были *ordlo и *soxa[125][126]. Л. Мошинский и О. Н. Трубачёв предполагают исконно-славянское происхождение слова[127]. В. Блажек и К. Дуфкова предполагают, что в германские языки это слово попало из кельтских через романское посредство, а в славянские языки пришло уже после распада праславянского языка[128];
- *redьky/*rьdьky «редька» < ср.-нж.-нем. redik, redich < лат. rādīx «корень»[129][130];
- *retędzь «цепь» (чеш. řetěz «цепь»). Ср. др.-в.-нем. rahhinza[131];
- *skrin’a «сундук» < др.-в.-нем. scrîni «шкаф» (нем. Schrein «шкаф, сундук, ящик, ларь») < лат. scrīnium «круглый ящик, ларец». Может также быть заимствованием непосредственно из латыни[132][133];
- *stǫpa «ступа» < зап.-герм. *stampa-[134];
- *šеlmъ «шлем» < прагерм. *helma- «шлем»[135];
- *trǫba «труба» < зап.-герм. *trumbō- «труба (инструмент)»[136][137].
- *tynъ «забор» (рус. тын) < зап.-герм. *tūna- «изгородь, забор»[138];
- *vaga «вес» < зап.-герм. *wēgō-[139];
- *vitędzь «витязь» < зап.-герм. *wīkinga-[140]. А. Брюкнер, К. Махек и Х. Шустер-Шевц по хронологическим и фонетическим причинам считают слово исконнославянским. Последний исследователь выводит слово, как древнее обозначение «конного воина», из слав. *vitь «добыча, трофей», ст.‑слав. възвить «польза, выгода, прибыль, барыш»[141];
- *vъrtogordъ «сад». Ср. ср.-в.-нем. wurzegarte, wurzgarte, ср.-ниж.-нем. wortegarde[142].
- *kъminъ «тмин» < др.-в.-нем. kumîn «тмин» < лат. cumīnum «зира» < др.-греч. κύμῑνον «зира» < др.-евр. כַּמּוֹן‬ «зира»;
- *mъnixъ «монах» < др.-в.-нем. munih «монах» < вульг. лат. monicus < др.-греч. μοναχός[52];
- *rimъ «Рим» < др.-в.-нем. Rȗma или гот. Rūmа «Рим» < лат. Rōma;

### Из неопределённого германского источника
В некоторых случаях крайне сложно или невозможно определить, из какого именно германского языка заимствовано праславянское слово.
- *brъn’a «броня». Ср. прагерм. *brunjō- «нагрудник» (заимствовано из кельтских языков)[143][144];
- *bukъ «бук» < прагерм. *bōk(j)ō- «бук»[145][146];
- *buky «буква», «буковый орех» (род. п. *bukъve) < прагерм. *bōks «книга, письмо»[147][148];
- *bъči «бочка». Ср. прагерм. *bukjō- < нар.-лат. buttia «бутылка». Может также быть заимствованием непосредственно из латыни[149][150];
- *cěsar’ь, *cesar’ь, *cьsar’ь «царь». Ср. гот. kaisar, нем. Kaiser < прагерм. *kaisar- < лат. caesar «цезарь (титул)»[151][152];
- *dudlěbi «дулебы» < герм. *daud-laiba- «наследство умершего»[153] или из зап.-герм. *Dudl-eipa «страна волынок» (калька от праслав. Велынь)[154];
- *gorazdъ «речистый, умный» < прагерм. *garazdō-[155][156];
- *gǫsь «гусь» < прагерм. *gans[157][158], при исконных латыш. zoss, лит. žąsìs. Согласно альтернативной точке зрения, десатемизация первого согласного в славянском слове произошла из-за наличия *-s- в корне[159][57].
- *xalupa «халупа» из какого-то германского языка, в котором это слово из доиндоевропейского субстрата[160];
- *xǫsa «ограбление, засада» < прагерм. *hansō- «дружина»[161];
- *xъlmъ «холм» < прагерм. *hulma(n)-[162];
- *xъlstъ «холст» < ср.-в.-н. hulst «оболочка, покрывало»[163];
- *koldędzь «колодец» < прагерм. *kaldinga-[164][165];
- *krьstъ, *xrьstъ «крест». Ср. гот. Xristus, др.-в.-нем. Christ «Христос» < лат. Chrīstus «Христос» < др.-греч. Χρῑστός[166];
- *likъ «хоровод, собрание» (отсюда рус. ликовать). Ср. прагерм. *laika- «пляска, игра»[167][168];
- *melko- «молоко» < герм. *meluk- «то же» (гот. miluks), в отличие от исконной лексемы *melzti «доить» (рус. молозиво)[57]. Согласно альтернативной точке зрения, обе лексемы являются исконными[169].
- *myto «мыто». Ср. прагерм. *mōtō-, *mūtō- «пошлина»[170];
- *pergyn’a «дикий горный край». Ср. прагерм. *fergunjō- «горная цепь»[171];
- *plosky «фляжка» < др.-в.-нем. flasca или прагерм. *flaskō;
- *popъ «поп, священник». Ср. прагерм. *papa- «поп, священник» < др.-греч. παπᾶς[172];
- *postъ «пост (ритуальное воздержание)», *postiti sę «поститься». Ср. прагерм. fasta- «пост», *fastē- «поститься»[173];
- *scьlędzь «вид монеты». Ср. гот. *skilliggs-, д.-в.-н., др.-сакс. scilling «шиллинг»[174];
- *skotъ «скот». Ср. прагерм. *skatta- «деньги, собственность». Существует также гипотеза об обратном направлении заимствования, возводящая *skotъ к *skopiti «кастрировать»[175];
- *skutъ «портянки». Ср. прагерм. *skauta- «кайма»[176];
- *volxъ «представитель романоязычного народа» (ср. валахи). Ср. др.-в.-нем. walah, walh «чужеземец, кельт, представитель романских народов» < кельтский этноним в латинской передаче Volcae[177].

## Славяно-романские контакты
Из латыни в праславянский пришли следующие слова:
- *ban’a «баня» < вульг. лат. *bāneum < класс. лат. balneum/balineum < др.-греч. βᾰλᾰνεῖον[178][179];
- *bersky «персик» < вульг. лат. *pers(i)ca «персик»[180][181];
- *brosky «капуста» < лат. brassica «капуста»[182][183];
- *burakъ «свёкла» < ср.-лат. borāgo/borrāgo либо из итал. borragine[184];
- *byvolъ «буйвол» < лат. būbalus «буйвол» < др.-греч. βούβᾰλος «антилопа»[185];
- *cęta «мелкая монета» < лат. centum либо напрямую, либо через гот. kintus[186];
- *čeršьna «черешня» < лат. сеrasus «вишня» < др.-греч. κέρασος «вишня»[187];
- *grьkъ «грек» < лат. graecus[188];
- *kapusta «капуста» — контаминация ср.-лат. соmроs(i)tа «сложенная (зелень), квашеная капуста» и caputium «кочан капусты»[189];
- *kolęda «Коляда» < лат. Calendae < др.-греч. καλάνδαι;
- *kotъ «домашний кот» < лат. cattus. Латинское слово было заимствовано также и в другие европейские языки. При этом для дикого кота в праславянском было исконное слово *stьbjь (откуда пол. żbik, древнеболг. стебал)[190];
- *košul’a < вульг. лат. casula «плащ с капюшоном». Источником заимствования послужили северные диалекты[191][192];
- *križь «крест» < лат. crux. Возможно германское посредство[193];
- *krьstьjaninъ, множ. *krьstьjane «христианин» < лат. christiānus < др.-греч. χριστιανός[52];
- *kumъ/kuma, а также kъmotrъ/kъmotra «кум/кума» < лат. commater, compater[194][195];
- *kъdun’a/kъdul’a/kъdyn’a «айва, груша, дыня» < лат. cydōnea (māla) < др.-греч. κυδώνια μᾶλα «кидонские яблоки»[196];
- *kъmetъ/kъmetь «витязь, знатный человек, вольный сельский житель, воин, дружинник» < лат. comes «спутник»[197];
- *loktika «латук» < лат. lactuca «посевной салат». Латинское lactuca образовано от lac «молоко»[198];
- *lǫt’a «копьё» < вульг. лат. *lantia < лат. lancea «копьё, пика»[52];
- *męta/*męty «мята» < лат. ment(h)a < др.-греч. μίνθη. Возможно германское посредство[199][200];
- *misa «миска» < вульг. лат. mēsa < лат. mēnsa «стол»[201]. В латыни данное слово является субстантивированным причастием от глагола mētior «измеряю», то есть внутренняя форма этого слова — «измеренная»[202];
- *mormorъ «мрамор» < лат. marmor «мрамор» < др.-греч. μάρμαρος «белый камень, мрамор»[52]. Возможно заимствование и непосредственно из греч.;
- *mъlinъ «мельница» (отсюда рус. блин) < лат. molinae. Возможно германское посредство[203][204];
- *mъstъ «виноградное сусло, плодовый и ягодный сок» < лат. mustum «сусло»;
- *mьša «месса» < лат. missa. Возможно германское посредство[205][206];
- *ocьtъ «уксус» (пол. ocet, чеш. ocet) < лат. асētum. Возможно германское или албанское посредство[207][208][209];
- *olъtar’ь «алтарь» < лат. altarium. Возможно германское посредство[210].
- *orka «рака» < лат. arca[211][212];
- *pьрьrь «перец» < лат. piper, piperis[52];
- *poganъ «языческий» (отсюда рус. поганый) < лат. paganus;
- *polata «дворец» (отсюда рус. палата, палатка) < лат. palatium.
- *sakъ/saky «мешок, сеть» < лат. sассus «мешок» < др.-греч. σάκκος < ивр. śаq‎ «мешок, шерстяная ткань, одежда»;
- *sekyra «секира» < лат. securis. Исконнославянским словом является *tesla. Хотя некоторые исследователи настаивают на исконном характере слова *sekyra, наличие уникального суффикса -yra, которого нет ни в одном другом славянском слове, делает его очень вероятным кандидатом в заимствования[213];
- *skǫdělь «черепица, глиняный сосуд» < лат. scandula «гонт, дранка (кровельная)»[214].
- *valъ «вал» < лат. vallum «изгородь, насыпь»[215];

По предположению Антуана Мейе, кальками из административной латыни являются слова *językъ в значении «народ» (< лат. lingua) и *mirъ в значении «вселенная» (< лат. pax (romana)).

## Славяно-тюркские контакты
Некоторые лексемы пришли в праславянский из тюркских языков или через их посредничество.
- *baranъ «баран» < тюркск. < ср.-иран. *bārān «баран, овца»[217];
- *čekanъ/čakanъ «чекан» < тюрк. čаkan «боевой топор»;
- *хоrǫgу «знамя» (отсюда рус. хоругвь) < маньчж. χoroŋgo ~ χoroŋgu «сильный, могущественный, величественный, воинственный, храбрый» (слово принесено аварами задолго до монгольского нашествия)[218](см.также выше готскую гипотезу);
- *xъmelь «хмель» < тюркск. (ср. чув. xӑmla, венг. komló (из др.-булг.), баш. ҡомалаҡ «хмель»). Однако ЭССЯ настаивает на иранском происхождении этого слова[219];
- *korgujь «ястреб-перепелятник» < тюркск. kargu, karguj < перс. kargas‎[220];
- *slonъ «слон» < тюркск. arslan «лев». По народной этимологии было сближено со словом *sloniti «опираться»[221];
- *tovarъ «товар» < уйг. tavar‎ «имущество, скот»;
- *tъlmačь «переводчик» (рус. толмач) < тюркск. (ср. кыпч. tylmač, каз. tilmäš, алт. tilmäč, тур. dilmač, уйг. tilmäži‎).

Кроме того, по мнению А. В. Дыбо, в VIII—IX веках из языков дунайских и волжских булгар в южно- и восточнославянские языки был заимствован ряд слов, таких как *kovъčegъ «ковчег», *doxtorъ «подушка», *tojagъ «дубинка, посох», *klobukъ «шапка», *bojanъ «Боян (имя)», *samъčьjь «управляющий хозяйством», *šaranъ «молодой сазан, карп», *šatъrъ «шатёр», *xalǫga «ограда», *bъlvanъ «каменная глыба», *ogarь «гончая собака», *хоrǫgу «знамя» и др..

## Славяно-греческие контакты
- *kadь «кадка» < др.-греч. κάδιον, κάδος «кувшин, ведро»[223].
- *komora «комната, помещение» < др.-греч. καμάρα «свод, сводчатая комната»[52];

## Прочие заимствования
Ряд исследователей считает возможным выделять в праславянской лексике индоевропейский и доиндоевропейский субстрат.
- *bъlvanъ «каменная глыба» (отсюда рус. болван) < из др.-тюрк. balbal «надгробный камень, памятник» либо из субстратного ром. *balma/balwa «нависающая скала, каменная глыба»[226];
- *capъ «козёл». Не имеет чёткой этимологии[227];
- *cima «ботва». Возможно, из балканороманского субстрата[228];
- *xrěnъ «хрен». Заимствование без чёткой этимологии[229];
- *karasь «карась». Из неизвестного источника[230];
- *kobyla «кобыла» < по-видимому, из фракийского[231];
- *konopja «конопля». Из неизвестного источника. Высказывалось предположение, что из вульг. лат. *canapis или *cannapus, однако латинское слово само является заимствованием. По другой версии, из индоиранского *kana-[232];
- *kъniga «книга» из какого-то восточного источника[233];
- *mečь/*mьčь «меч». Долгое время слово считалось германизмом (< гот. mēki), но скорее всего оно является субстратным заимствованием как в праславянском, так и в прагерманском[234][235];
- *mědь «медь». Не имеет чёткой этимологии, возможно, исконное слово[236][237]. В. И. Абаев предполагал происхождение слова от названия страны Мидия: *Мѣдь из ир. Мādа- через посредство греч. Μηδία[238];
- *mъrky (род. п. *mъrkъve) «морковь». Из неизвестного источника. Предположительно, из доиндоевропейского субстрата[239][240];
- *rěpa «репа». Из неизвестного источника. Предположительно, из доиндоевропейского субстрата[241];
- *sьrebro «серебро». Очень древнее заимствование из какого-то неиндоевропейского языка (ср. параллельные лит. sidãbras, латыш. sidrabs, sudrabs, прагерм. *silubrą). Возможно, из аккад. šarpu- «очищенное серебро»[242] (от аккад. šarapu «очищать, выплавлять») либо из доримских языков Средиземноморья[243], ср. баск. zillar, zirar, zidar «серебро»[244], бербер. *a-ẓrəf «серебро»[245];
- *ščuka «щука». Как и прибалтийско-финское *hauki, заимствовано из субстратного источника[246].
- *tisъ «тис». По-видимому, заимствование из неизвестного источника[247].